# Jeff Zatkoff
Jeff Zatkoff (* 9. Juni 1987 in Detroit, Michigan) ist ein US-amerikanischer Eishockeytorwart, der zuletzt bei den Straubing Tigers aus der Deutschen Eishockey Liga (DEL) unter Vertrag stand. Im Jahre 2016 gewann er mit den Pittsburgh Penguins den Stanley Cup.

## Karriere
Zatkoff begann seine Karriere in der Saison 2003/04 bei Victory Honda in der amerikanischen Juniorenliga Tier 1 Elite Hockey League und spielte in der folgenden Spielzeit für die Sioux City Musketeers in der United States Hockey League. Zwischen 2005 und 2008 stand der Amerikaner für die Universitätsmannschaft Miami RedHawks der Miami University in der National Collegiate Hockey Conference, welche in den Spielbetrieb der NCAA eingegliedert ist, auf dem Eis. Dort konnte er sich in der Spielzeit 2007/08 mit einem Gegentorschnitt von 1,72 und einer Fangquote von 93,3 % pro Spiel empfehlen, sodass er im April 2008 von der NHL-Organisation Los Angeles Kings, welche sich zuvor im Rahmen des NHL Entry Draft 2006 die Transferrechte am Torhüter gesichert hatten, unter Vertrag genommen wurde. Zunächst spielte Zatkoff jedoch eine Saison bei den Ontario Reign in der ECHL, ehe er ab der Spielzeit 2009/10 regelmäßig bei den Manchester Monarchs, dem Farmteam der Kings, in der American Hockey League zum Einsatz kam.

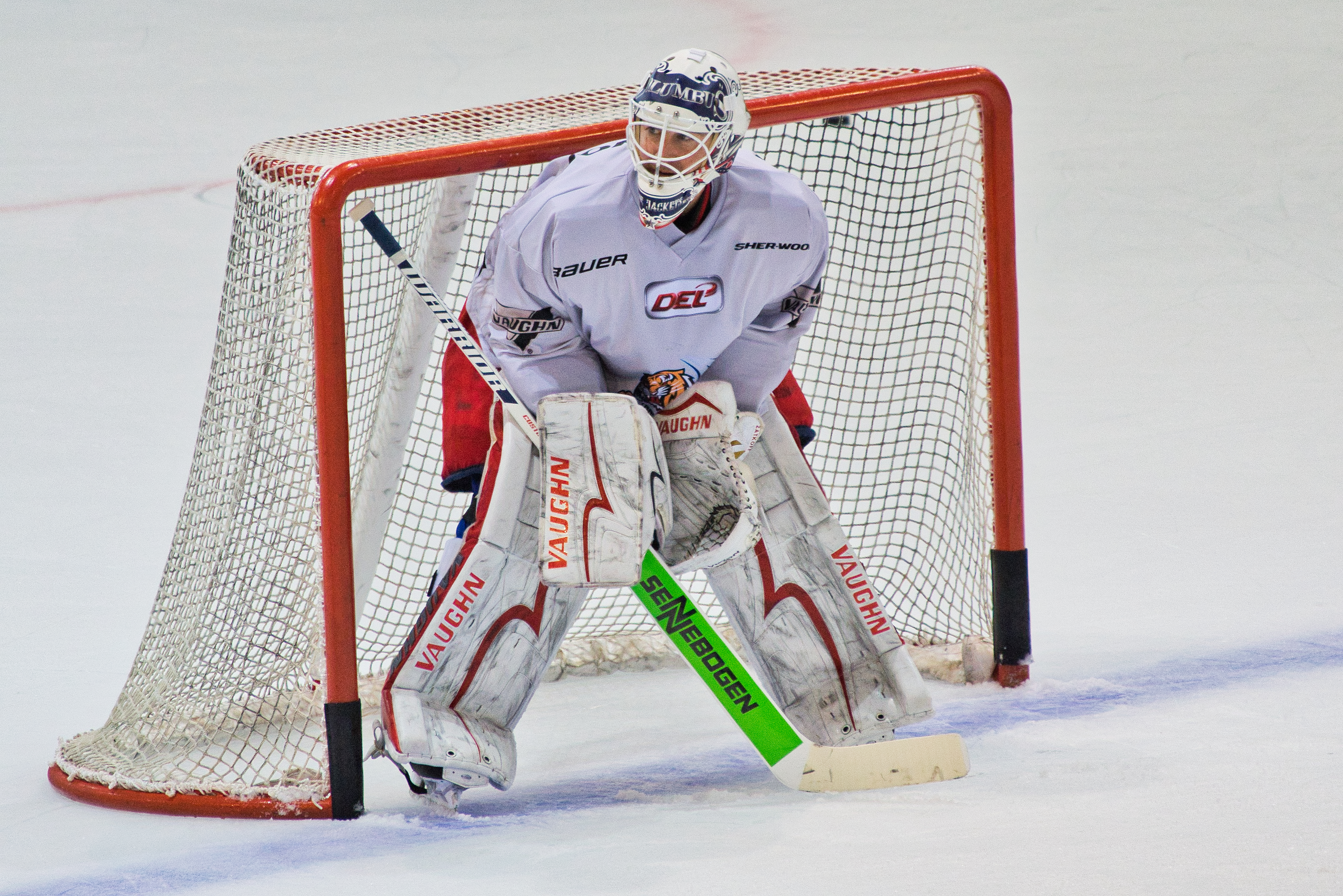
Jeff Zatkoff beim öffentlichen Training der Straubing Tigers.

Im Sommer 2012 wechselte Zatkoff zu den Pittsburgh Penguins, bei denen er einen Zweijahresvertrag erhielt. Dort wurde er in der anschließenden Saison erneut lediglich im Farmteam Wilkes-Barre/Scranton Penguins in der AHL eingesetzt. Im folgenden Jahr war der Linksfänger fester Bestandteil des NHL-Kaders in Pittsburgh und kam als Ersatztorwart in Vertretung für den verletzten Tomas Vokoun hinter Stammtorwart Marc-Andre Fleury zu 20 Einsätzen in der höchsten Spielklasse Nordamerikas. In der Saison 2014/15 kam der Amerikaner mit Ausnahme einer NHL-Partie wieder vornehmlich in der AHL zum Einsatz, steht jedoch für die Spielzeit 2015/16 als zweiter Torwart hinter Fleury abermals im NHL-Aufgebot der Penguins. Dabei kam er während der Playoffs 2016, in denen die Penguins den Stanley Cup gewannen, auf zwei Einsätze und wurde in der Folge auf der Trophäe verewigt.
Nach der Saison 2015/16 wurde Zatkoffs Vertrag in Pittsburgh nicht verlängert, sodass er als Free Agent im Juli 2016 in die Organisation der Los Angeles Kings zurückkehrte. Diese hatten nach knapp eineinhalb Jahren allerdings keine Verwendung mehr für den Torhüter, sodass er im Januar 2018 ohne weitere Gegenleistung an die Columbus Blue Jackets abgegeben wurde.
Am 6. Juli 2018 gaben die Straubing Tigers aus der Deutschen Eishockey Liga die Verpflichtung des US-Amerikaners bekannt. Straubing war damit die erste Station des Stanley-Cup-Siegers in Europa. Am 20. Dezember 2018 wurde die Verlängerung des Vertrags für die nachfolgende Saison 2019/20 bekannt gegeben. Knapp ein Jahr später, wurde am 24. Dezember 2019 die Verlängerung des Vertrags mit Zatkoff um eine weitere Saison bekannt gegeben. Auch dank seiner persönlichen Leistung mit lediglich 6 Niederlagen bei 22 Siegen mit ihm im Tor, stellt diese Saison die bisher beste Hauptrunde in der Vereinsgeschichte der Straubing Tigers dar und ermöglichte neben dem direkten Einzug in die Playoffs eine Teilnahme an der Champions Hockey League. Auf Grund der COVID-19-Pandemie wurden die Playoffs jedoch noch vor deren Beginn abgesagt. Auch die Austragung der Champions Hockey League, sowie der folgenden DEL-Saison 2020/21 waren fraglich. Daher entschied sich der damals 33-jährige im September 2020, die Tigers nach zwei Jahren zu verlassen und bat den Verein um Auflösung seines Vertrags.

## Erfolge und Auszeichnung
- 2012 Teilnahme am AHL All-Star Classic
- 2013 Harry „Hap“ Holmes Memorial Award (gemeinsam mit Brad Thiessen)
- 2015 Harry „Hap“ Holmes Memorial Award (gemeinsam mit Matt Murray)
- 2016 Stanley-Cup-Gewinn mit den Pittsburgh Penguins

## NHL-Statistik
Stand: Ende der Saison 2017/18
(Legende zur Torhüterstatistik: GP oder Sp = Spiele insgesamt; W oder S = Siege; L oder N = Niederlagen; T oder U oder OT = Unentschieden oder Overtime- bzw. Shootout-Niederlage; Min. = Minuten; SOG oder SaT = Schüsse aufs Tor; GA oder GT = Gegentore; SO = Shutouts; GAA oder GTS = Gegentorschnitt; Sv% oder SVS% = Fangquote; EN = Empty Net Goal; 1 Play-downs/Relegation; Kursiv: Statistik nicht vollständig)

## Persönliches
Jeff Zatkoff ist der Enkel des ehemaligen American-Football-Spielers Roger Zatkoff (Green Bay Packers, Detroit Lions).